# Antoni Burkot

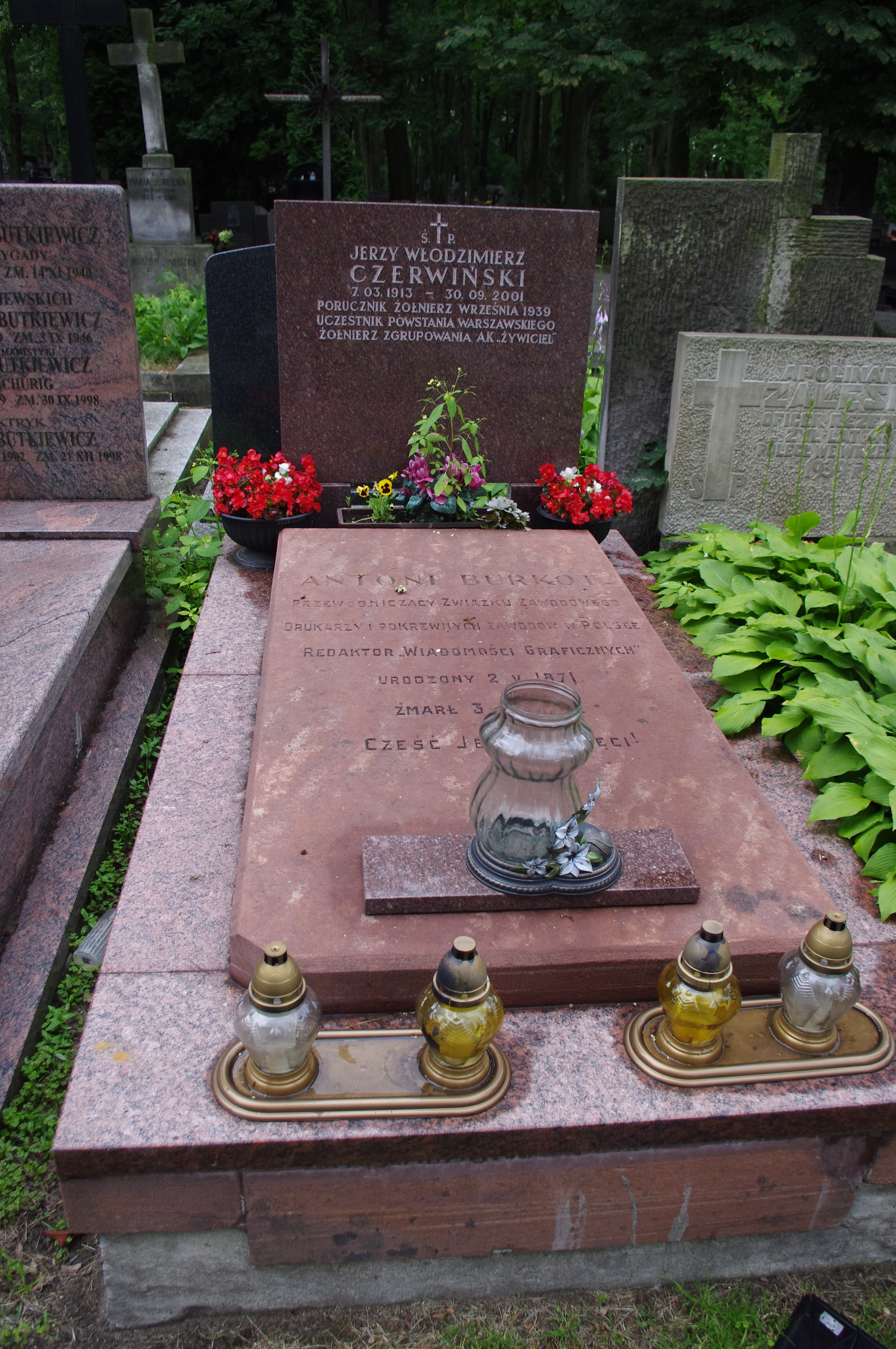
Grób drukarza Antoniego Burkota na Cmentarzu Wojskowym na Powązkach w Warszawie

Antoni Filip Burkot ps. Mnich (ur. 25 maja 1871 w Warszawie – zm. 3 lutego 1945 w Wodzisławiu) – drukarz, działacz związkowy, członek PPS. Pierwszy lokator Warszawskiej Spółdzielni Mieszkaniowej.

## Życiorys
Syn Walentego, rzemieślnika. Po ukończeniu czterech klas gimnazjum w Warszawie, z powodu choroby ojca przerwał naukę i podjął praktykę w drukarni „Gazety Handlowej”. Został aktywnym uczestnikiem kółek socjalistycznych. W 1891 wstąpił do Polskiej Socjalno-Rewolucyjnej Partii „Proletariat”. W 1892 tworzył nielegalną organizacje drukarzy, której został członkiem zarządu. W trakcie drukowania odezw w związku z „buntem łódzkim” w maju 1892, został zatrzymany przez żandarmerię i osadzony w X Pawilonie Cytadeli Warszawskiej. W grudniu 1892 został zwolniony za kaucją, zbiegł na początku 1893 do Paryża. Zaocznie został skazany w trybie administracyjnym na rok więzienia.
Na emigracji w listopadzie 1894 wstąpił do paryskiej sekcji Związku Zagranicznego Socjalistów Polskich. W 1897 na polecenie Związku wyjechał do Anglii by zastępować w pracy Stanisława Wojciechowskiego w czasie jego częstych wyjazdów jako emisariusza partii do kraju. W związku z tym podjął pracę jako zecer w emigracyjnych wydawnictwach rosyjskich w Anglii, zaś od 1901 w drukarni „Przedświtu”. W czasie nieobecności Wojciechowskiego opiekował się też jego chorą żoną.
W 1905 udał się do Krakowa, a następnie nielegalnie do zaboru rosyjskiego. W czerwcu 1905 zorganizował nielegalną drukarnię w Łodzi. Od 1907 pracował w Warszawie. Od stycznia 1908 działał w Polskim Związku Drukarzy, Odlewaczy Czcionek i Pokrewnych Zawodów. W listopadzie 1911 był krótko aresztowany w związku akcjami strajkowymi drukarzy. W 1916 z ramienia PPS wszedł do Rady Miejskiej w Warszawie.
Od 1919 był przewodniczącym Zarządu Związku Zawodowego Drukarzy i Pokrewnych Zawodów w Polsce. Od 1928 do 1936 był wiceprezesem, a do 1936 ponownie prezesem związku. Przez wiele lat był członkiem władz Warszawskiej Spółdzielni Mieszkaniowej. 9 stycznia 1927, spośród pierwszych dwudziestu ośmiu lokatorów, otrzymał pierwszy klucz do mieszkania na I Kolonii WSM przy placu Wilsona.
W trakcie okupacji hitlerowskiej był członkiem konspiracyjnej Rady Zawodowej, członkiem PPS-WRN. Działał przy podrabianiu stempli i druków urzędowych. Od 1942 był milicjantem 4 kompanii Milicji PPS na Żoliborzu. W trakcie powstania warszawskiego pracował przy aprowizacji ludności cywilnej. Po upadku powstania wysiedlony wraz z ludnością cywilną do wsi Krężoły, w powiecie jędrzejowskim. Zmarł w lutym 1945 wskutek wycieńczenia w pobliskim Wodzisławiu. Pochowany na Cmentarzu Wojskowym na Powązkach w Warszawie (kwatera 10A-5-28).
W 1932 został odznaczony Krzyżem Niepodległości.